# きんめ鯛
きんめ鯛（きんめだい）は、かつて吉本興業に所属していたお笑いコンビ。2016年11月結成、2022年1月解散。

## メンバー
- 上田だう（うえだ だう、1992年7月19日（32歳） - ）ボケ担当。立ち位置は向かって左。
  - 本名は上田純樹（うえだ あつき）。芸名の上田だうは蛙亭のイワクラが命名。
  - 身長167cm、体重58kg。血液型AB型。
  - 大阪府堺市出身、堺市立堺高等学校卒業。三兄弟の長男。次男は関西テレビの関連会社に勤務しているデザイナー[1]、三男は美容師[2]。
  - 高校の同級生と結成したコンビ「えんぴつ消しゴム」では大阪NSC34期を首席卒業したが、2016年10月に解散。
  - 「きんめ鯛」解散後は引退し、テレビ番組のセットやパネルを造る会社でサラリーマンをしている。
- 真輝志（まきし、1994年5月8日（30歳） - ）ツッコミ担当。立ち位置は向かって右。
  - 本名は岡田真輝志（おかだ まきし）。
  - 身長186cm 、体重65kg。血液型A型。
  - 大阪府門真市出身、同志社香里高等学校、同志社大学経済学部卒業。三兄弟の長男である。弟は美容師。
  - 高校時代は「チーズロマンス」というコンビを結成し、ハイスクールマンザイ2012で優勝。
  - 大阪NSC36期生。かつては元コロナクラウンの萬代育矢とのコンビ「アレグレット」で活動していたが、2016年3月に解散。アレグレットではボケ担当だった。
  - 紅しょうが・熊元プロレス、カベポスター・浜田順平とルームシェアをしていた。
  - 「きんめ鯛」解散後はピン芸人として活動。
  - R-1グランプリ2024決勝4位[3][4][注 1]。

## 来歴・概要
- 近い時期に前のコンビを解散した二人によって、2016年12月1日に結成。現在の芸名はコンビ結成時に揃って改名したもの。
- よしもと漫才劇場に出演していた。主に漫才を行っていたが、単独ライブではコントも披露していた。
- 2017年からM-1グランプリでは3年連続で3回戦に進出した。また、それぞれR-1ぐらんぷりにも毎年出場しており2018年は上田が2回戦、真輝志が準々決勝まで、2019では真輝志が3回戦まで、2021では真輝志が準決勝まで進出している。
- 2021年10月16日、第10回 関西演芸しゃべくり話芸大賞優勝。
- 2022年1月11日、それぞれTwitterにて2022年1月いっぱいで解散することを報告。真輝志は芸人を継続し、上田は引退を発表した。コンビとしての活動は2022年1月23日のGIONライブ+で最後となった。

## 出囃子
- andymori『すごい速さ』

## 出演

### テレビ

#### レギュラー
- 5じやん!（テレビ岸和田、2018年5月11日 - ）
- ジモスポ北摂 （J:COM、2018年4月 - ）●北摂アスリート応援隊
- ジモト応援！つながるNews〜北河内〜（J:COM、2020年10月06日-）-真輝志のみ

#### 過去
- おはよう朝日です（朝日放送テレビ、2017年9月8日、）ｰ 上田のみ
- 運ロワイアル 〜芸人100人容赦なき運バトル〜（読売テレビ、2018年2月26日）
- NMBとまなぶくん （関西テレビ、[2018年5月25日）ｰ 上田のみ
- マヨなか笑人（読売テレビ、2018年8月31日）ｰ 真輝志のみ
- アキナ・和牛・アインシュタインのバツウケテイナー（サンテレビ、2018年9月25日）
- ガリゲル（読売テレビ、2018年10月14日、11月25日、2019年2月24日、3月17日）
- メッセンジャーの○○は大丈夫なのか?（毎日放送、2019年5月23日）- 真輝志のみ
- 2時45分からはスローでイージーなルーティーンで（関西テレビ、2021年6月9日）

### ラジオ

#### レギュラー
- サンデーライブ ゴエでSHOW!（MBSラジオ、2018年11月4日 - ）

### WEB番組
- NSC36期presents ワイスタ！（youtube、2016年8月25日-2018年3月15日）ｰ きんめ鯛としては#5から
- きんめ鯛の冒険ナイト （SHOWROOM、2019年3月）

### PV
- Last Star「相棒」

## 単独ライブ
- 2017年
  - 8月22日 初主催ライブ「きんめ達」（道頓堀ZAZA POCKETS）
  - 10月31日 初トークライブ「きんめ達~トーク編~」（道頓堀ZAZA POCKETS）
  - 12月9日 初単独ライブ「だうまき」(よしもと漫才劇場)
- 2018年
  - 1月10日「きんめ達」（道頓堀ZAZA POCKETS）
  - 3月12日「きんめ達」（道頓堀ZAZA POCKETS）
  - 4月1日 4×30合同単独「ハルマシ」(ルミネtheよしもと)
  - 5月14日「きんめ達」（道頓堀ZAZA POCKETS）
  - 6月12日「きんめ達」（道頓堀ZAZA POCKETS）
  - 7月21日「パティーン」（道頓堀ZAZA POCKETS）
  - 8月20日「きんめ達」（道頓堀ZAZA POCKETS）
  - 11月24日「ブロンコビリー」（道頓堀ZAZA POCKETS）
- 2019年
  - 2月15日「モーモークラッカー」(よしもと漫才劇場)
  - 4月21日「スローロリス」(道頓堀ZAZAHOUSE)
  - 5月20日 トークライブ 「喋っても鯛」（道頓堀ZAZA POCKETS）
  - 6月29日 「にぎり」(よしもと漫才劇場)
  - 7月15日 トークライブ 「喋っても鯛」（道頓堀ZAZA POCKETS）
  - 8月25日 「にぎり 弐」(よしもと漫才劇場)
  - 9月8日 トークライブ 「喋っても鯛」（道頓堀ZAZA POCKETS）
  - 10月19日 「にぎり 参」（よしもと漫才劇場）
  - 11月10日-トークライブ 「喋っても鯛」（道頓堀ZAZA POCKETS）
  - 12月8日 「にぎり 四」(よしもと漫才劇場)
- 2020年
  - 2月8日 「にぎり 五」（よしもと漫才劇場）
  - 4月19日 「にぎり 六」（よしもと漫才劇場）
  - 8月8日 「にぎり 七」（よしもと漫才劇場）
  - 9月5日 「にぎり 八」（よしもと漫才劇場）
  - 12月27日 「にぎり 九」（よしもと漫才劇場）
- 2021年
  - 2月6日 「ウロコをあげる」（よしもと漫才劇場）
  - 4月10日 「鱗をあげる2」（よしもと漫才劇場）
  - 6月19日 「鱗をあげる3」（よしもと漫才劇場）
  - 8月2日 「鱗をあげる4」 （よしもと漫才劇場）
  - 10月23日 「鱗をあげる5」　(よしもと漫才劇場)
  - 12月20日 「頭と膝を守ろう」 (道頓堀ZAZAHOUSE) 真輝志ピン単独ライブ